# Miami FC
A Miami FC egy amerikai labdarúgócsapat, székhelye Miamiban, (Florida) államban található. A klubot 2015-ben alapították. Jelenleg a USL Championship-ben, az (észak-)amerikai labdarúgás másodosztályában játszanak. Két elnöke van: Riccardo Silva és Paolo Maldini, a csapat vezetőedzője Paul Dalglish.

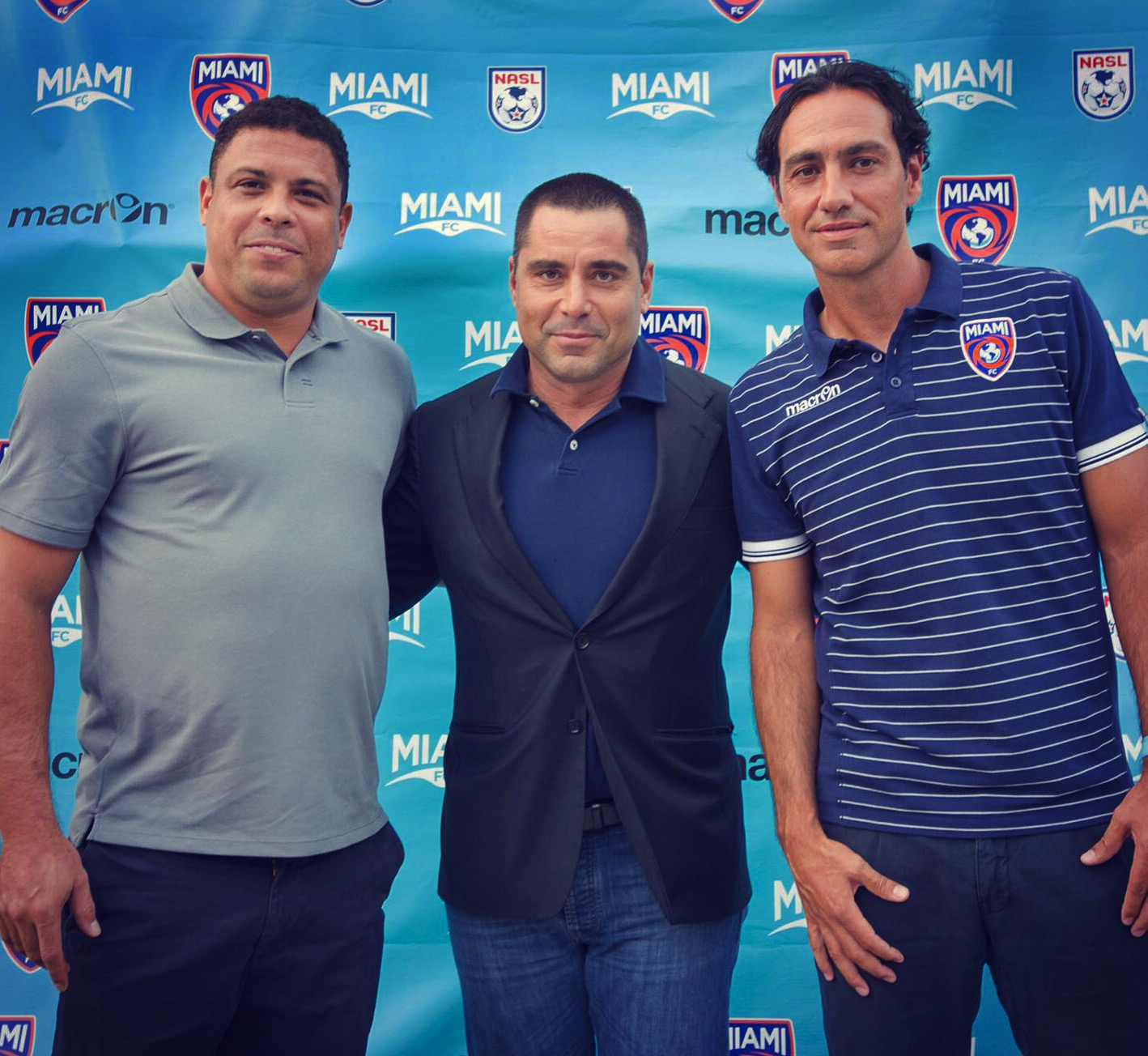
A Miami FC elnöke és tulajdonosa Riccardo Silva-val (középen), Ronaldo Luís Nazário de Lima-val (balra), és Miami FC korábbi vezetőedzője, Alessandro Nesta (jobbra)

## Történelem
2015 szeptemberében az olaszok világbajnok játékosát, Alessandro Nestát nevezték ki vezetőedzőnek. November 20-án a Macron sportszergyártó cég bejelentette, hogy hároméves szerződést kötött a klubbal. 2017-es szezont követően Nesta lemondott.

### Liga és kupatörténelem
| Szezon | NASL    | NASL | NASL | NASL | NASL | NASL | NASL     | NASL       | NASL | Átfogó | US Open Cup | Legjobb góllövő | Legjobb góllövő |
| Szezon | Osztály | Hely | M    | GY   | D    | V    | Lőtt gól | Kapott gól | Pont | Átfogó | US Open Cup | Név             | Liga            |
| ------ | ------- | ---- | ---- | ---- | ---- | ---- | -------- | ---------- | ---- | ------ | ----------- | --------------- | --------------- |
| 2016   | Tavaszi | 11.  | 10   | 1    | 4    | 5    | 7        | 15         | 7    | 7.     | 3R          | Darío Cvitanich | 9               |
| 2016   | Őszi    | 5.   | 22   | 9    | 6    | 7    | 31       | 27         | 33   | 7.     | 3R          | Darío Cvitanich | 9               |
| 2017   | Tavaszi | 1.   | 16   | 11   | 3    | 2    | 33       | 11         | 36   | 1.     | QF          | Stefano Pinho   | 17              |
| 2017   | Őszi    | 1.   | 16   | 10   | 3    | 3    | 28       | 17         | 33   | 1.     | QF          | Stefano Pinho   | 17              |

## Játékoskeret
2018. január 17-én lett frissítve.
| #  |     | Poszt | Név                                                  |
| -- | --- | ----- | ---------------------------------------------------- |
| 1  | USA | K     | Ryan Herman                                          |
| 2  | USA | V     | Jonathan Borrajo                                     |
| 5  | CAN | V     | Mason Trafford                                       |
| 6  | CUB | V     | Ariel Martínez                                       |
| 7  | USA | KP    | Dylan Mares                                          |
| 8  | ITA | CS    | Vincenzo Rennella (kölcsönben a Real Valladolid-tól) |
| 9  | USA | CS    | Jaimev Chavez                                        |
| 11 | USA | CS    | Aaron Dennis                                         |
| 12 | USA | V     | Tyler Ruthven                                        |
| 14 | USA | KP    | Robert Baggio Kcira                                  |
| 15 | USA | V     | Hunter Freeman                                       |

| #  |     | Poszt | Név                  |
| -- | --- | ----- | -------------------- |
| 17 | ARG | K     | Mario Daniel Vega    |
| 18 | USA | V     | Rhett Bernstein      |
| 19 | JAM | KP    | Rhett Bernstein      |
| 20 | IRL | KP    | Richie Ryan          |
| 21 | USA | KP    | Calvin Rezende       |
| 22 | NIR | KP    | Jonny Steele         |
| 23 | USA | KP    | Blake Smith          |
| 24 | JAM | KP    | Lovel Palmer         |
| 25 | ITA | V     | Alessandro Lambrughi |
| 26 | SLE | KP    | Michael Lahoud       |
| 28 | USA | V     | Gabriel Farfán       |
| 31 | BRA | KP    | Michel               |
| 33 | USA | K     | Lionel Brown         |

## A stáb
- 2019. március 3-i állapot szerint.

| Vezetőedző    | Műszaki igazgató | Segédedző         | Teljesítmény és fitness edző | Kapusedző     | Műszaki segédigazgató | Equipment manager | Vezető atlétikai edző | Segéd atlétikai edző |
| Nelson Vargas | Mauro Pedersoli  | Anthony Hazelwood | Paolo Pacione                | Paolo Pacione | Federico Bertele ITA  | Brad Smith ENG    | Joe Caroccio USA      | Emmanuel Garcon USA  |

## Legeredményesebb gólszerzők
Gólszerzők (2017.11. 05. szerint)
| # | név                 | évek  | NASL    | Rájátszás | U.S. Open kupa | Összesen |
| 1 | Stefano Pinho       | 2017– | 17 (27) | 0 (1)     | 4 (3)          | 21 (31)  |
| 2 | Jaime Chavez        | 2016– | 15 (53) | 0 (1)     | 3 (4)          | 18 (57)  |
| 3 | Vincenzo Rennella   | 2016– | 14 (37) | 0 (1)     | 1 (5)          | 15 (43)  |
| 3 | Kwadwo Poku         | 2016– | 13 (49) | 0 (1)     | 2 (5)          | 15 (55)  |
| 5 | Ariel Martínez      | 2016– | 10 (49) | 0 (1)     | 0 (3)          | 10 (53)  |
| 6 | Darío Cvitanich     | 2016  | 9 (26)  | 0 (0)     | 0 (1)          | 9 (27)   |
| 7 | Dylan Mares         | 2017– | 8 (29)  | 0 (1)     | 0 (5)          | 8 (35)   |
| 8 | Jonny Steele        | 2016– | 2 (18)  | 0 (0)     | 0 (1)          | 2 (19)   |
| 8 | Robert Baggio Kcira | 2016– | 2 (14)  | 0 (0)     | 0 (2)          | 2 (16)   |
| 8 | Rhett Bernstein     | 2016– | 1 (48)  | 0 (1)     | 1 (3)          | 2 (52)   |

## Edzői statisztika
- 2019. november 21-i állapot szerint.

| név              | év-től                 | év-ig                 | összes meccsek | győzelmek | döntetlenek | vereségek | lőtt gólok | kapott gólok | győzelem esély %-lékban | szerzett érmek |
| Alessandro Nesta | 2015. szeptember 1-től | 2017. november 17-ig  | 71             | 35        | 17          | 19        | 111        | 77           | 49,30%                  | 2              |
| Paul Dalglish    | 2018. január 25-től    | 2019. november 13-tól | 45             | 36        | 5           | 4         | 143        | 30           | 80,00%                  | 7              |
| Nelson Vargas    | 2019. november 14-től  |                       | 0              | 0         | 0           | 0         | 0          | 0            | 00,00%                  | 0              |

## Gyártók és szponzorok
| Periódus | Gyártó cég | Szponzor       | forrás |
| 2016-    | Macron     | Nincs szponzor | [ 4 ]  |

## Külső hivatkozások
- Official Website
- Dade Brigade – The Miami FC's official Supporter Group